# Thoissia
Thoissia település Franciaországban, Jura megyében. Lakosainak száma 36 fő (2022. január 1.). Thoissia Montagna-le-Reconduit, Andelot-Morval, Les Trois-Châteaux és Val-d’Épy községekkel határos.

## Népesség
A település népessége az elmúlt években az alábbi módon változott:
| Lakosok száma | 36   | 26   | 27   | 27   | 38   | 34   | 36   | 39   | 38   | 36   |
|               | 1968 | 1982 | 1990 | 2006 | 2013 | 2015 | 2017 | 2019 | 2020 | 2022 |